# 里格斯贝格
里格斯贝格是奥地利施蒂利亚州哈特贝格县的一个市镇。总面积24.66平方公里，总人口1025人，人口密度41.6人/平方公里（2005年）。